# Jamwonus subcostatus
Jamwonus subcostatus (лат.) — вид жуков-усачей из подсемейства прионин, единственный представитель рода Jamwonus Harold, 1879.

## Внешнее строение
Длина тела от 36 до 80 мм. Голова крупная и широкая. Глаза широко расставлены. Наличник короткий и широкий, с вертикальной выемкой впереди. Усики у самцов длинные, достигают середины длины надкрылий. Первый членик усиков очень короткий. Длина третьего членика равняется длине двух последующих. У самок усики короткие не доходят до середины надкрылий. Верхние челюсти у самцов в два раза длиннее головы, на внутренней стороне в волосках, загнуты вверх. На конце мандибул имеется два зубца, один из которых направлен внутрь, а второй — вниз. Внутренний край мандибул зубчатый. У самок мандибулы короткие, треугольной формы. Щупики удлинённые. Переднеспинка узкая с двумя боковыми шипами. Выступ переднегруди узкий. Ноги длинные.

## Экология
Кормовыми растениями личинок являются Brachystegia spiciformis из семейства бобовые, Markhamia obtusifolia из семейства бигнониевые.

## Распространение
Распространён в Африке — в Анголе, Республике Конго, Демократической Республике Конго, Габоне, Танзании, Уганде, Чаде, Камеруне, Эфиопии, Кот-д’Ивуаре и ЦАР.

## Литератрура
- Lameeere A. A. L. Famille Cerambycidae: subfam. Prioninae Coleoptera / P. Wytsman éditeur. — Bruxelles: Louis Desmet-Verteneuil Publisher, 1919. — 189 p. — (Genera insectorum. Vol. 172).
- Delahaye N., Drumont A. & Sudre J. Catalogue des Prioninae du Gabon (Coleoptera, Cerambycidae) (англ.) // Lambillionea. — 2006. — 1 March (vol. 106, no. 1 (supplement)). — P. 1—32. — ISSN 0774-2819.
- Delahaye N. Premier inventaire des Cerambycidae collectés en Zambie entre 2006 et 2008 et description d'un nouveau Callichromatini Blanchard, 1845: Dictator juheli n. sp. (Coleoptera, Cerambycidae, Cerambycinae). — Bruxelles: Magellanes, 2009. — 28 p. — (Cahiers Magellanes. Vol. 96). — ISBN 978-2-35387-049-3. (недоступная ссылка)